# Dryocopus martius

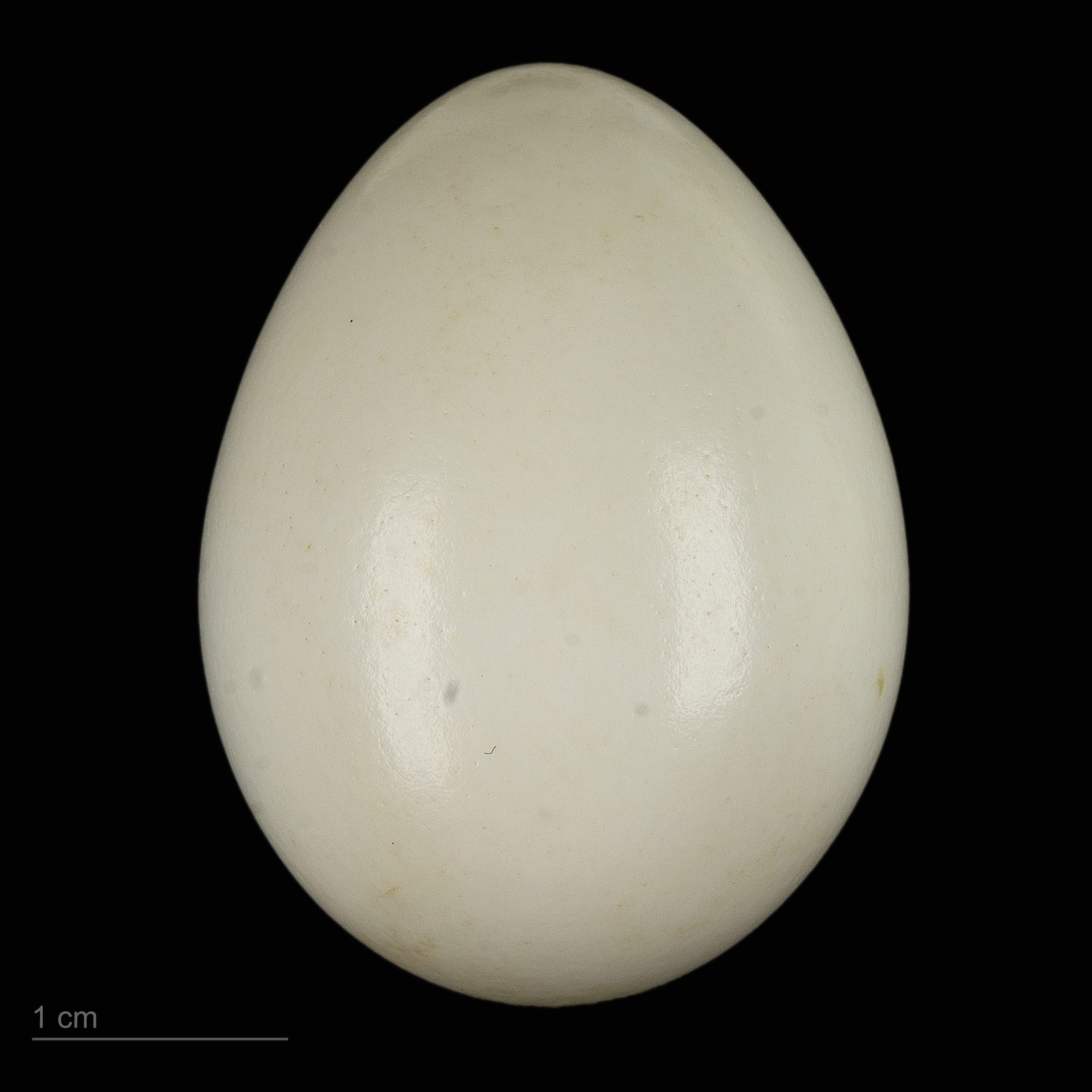
Dryocopus martius pinetorum - MHNT

El pito negro (Dryocopus martius), rebautizado como picamaderos negro, es una especie de ave piciforme de la familia de los pájaros carpinteros (Picidae) que se distribuye por los bosques maduros templados y boreales de Europa y Asia. No está amenazada a nivel global, y su población se estima entre 1.500.000 y 2.900.000 ejemplares.

## Taxonomía
Tiene descritas dos subespecies:
- D. m. khamensis (Buturlin, 1908) - Tíbet y suroeste de China.
- D. m. martius (Linnaeus, 1758) - Bosques de hayas y coníferas de Eurasia.

## Descripción
Es un picapinos grande: mide de 40 a 46 cm de largo y tiene una envergadura de alas de entre 67 y 76 cm. Su plumaje es negro por completo, a excepción del píleo (parte superior de la cabeza), donde tiene una mancha roja. Los sexos se diferencian en que en el macho la mancha roja cubre por completo el píleo, y en la hembra solo es roja la parte posterior.